# Prix du Gros-Chêne
Groupe 3
Le Prix du Gros-Chêne est une course hippique de plat se déroulant au mois de juin sur l'hippodrome de Chantilly, généralement le jour du prix du Jockey-Club, excepté en 1996 où elle s'est courue sur l'hippodrome de Deauville. 
Course de groupe 3 lors de l'instauration du système des groupes en 1971, elle a acquis le statut groupe 2 1988, avant d'être rétrogradée en 2025. Elle est éservée aux chevaux de 3 ans et plus et se dispute sur la distance de 1 000 mètres, en ligne droite. L'allocation s'élève actuellement à 130 000 €.

## Palmarès depuis 1979
| Année                         | Vainqueur       | Pays        | Père               | Jockey                 | Entraîneur               | Propriétaire            | Temps   |
| ----------------------------- | --------------- | ----------- | ------------------ | ---------------------- | ------------------------ | ----------------------- | ------- |
| 2025                          | Monteille       | France      | Cable Bay          | Cristian Demuro        | Mario Baratti            | G. Augustin-Normand     | 0'56"69 |
| Éditions labellisées Groupe 2 |                 |             |                    |                        |                          |                         |         |
| 2024                          | Ponntos         | Tchéquie    | Power              | Mickaël Barzalona      | M. Nieslanik             | Mme Eva Nieslanikova    | 0'57"72 |
| 2023                          | Game Run        | France      | Olympic Glory      | Marvin Grandin         | Patrice Cottier          | S. Grandin & M. Nikitas | 0'55"81 |
| 2022                          | Brostaigh       | Irlande     | Footstepsinthesand | Dylan Browne McMonagle | Joseph O'Brien           | Scott C. Heider         | 0'58"59 |
| 2021                          | Pradaro         | France      | Penny's Picnic     | Aurélien Lemaître      | Sofie Lanslots           | Stal Vie en Rose        | 0'57"83 |
| 2020                          | Tour to Paris   | Hongrie     | Fuissé             | Christophe Soumillon   | Pia Brandt               | Alain Jathière          | 0'55"81 |
| 2019                          | Inns of Court   | France      | Invincible Spirit  | Mickaël Barzalona      | André Fabre              | Écurie Godolphin        | 0'57"64 |
| 2018                          | Finsbury Square | France      | Siyouni            | Olivier Peslier        | Mauricio Delcher-Sanchez | Beren Van Dalfsen       | 0'57"91 |
| 2017                          | Muthmir         | Irlande     | Invincible Spirit  | Jim Crowley            | William Haggas           | Hamdan Al Maktoum       | 0'58"01 |
| 2016                          | Son Cesio       | France      | Zafeen             | Vincent Cheminaud      | Henri-Alex Pantall       | Yves Borotra            | 0'59"58 |
| 2015                          | Muthmir         | Irlande     | Invincible Spirit  | Paul Hanagan           | William Haggas           | Hamdan Al Maktoum       | 0'58"22 |
| 2014                          | Rangali         | France      | Namid              | Fabrice Véron          | Henri-Alex Pantall       | Henri Alex Pantall      | 0'57"32 |
| 2013                          | Spirit Quartz   | Royaume-Uni | Invincible Spirit  | Jamie Spencer          | R. Cowell                | Qatar Racing Limited    | 0'57"63 |
| 2012                          | Wizz Kid        | France      | Whipper            | Gérald Mossé           | Robert Collet            | Mme M. Mahony           | 0'59"50 |
| 2011                          | Wizz Kid        | France      | Whipper            | Ioritz Mendizabal      | Robert Collet            | Mme M. Mahony           | 0'58"40 |
| 2010                          | Planet Five     | France      | Storm Cat          | Christophe-P. Lemaire  | Pascal Bary              | Famille Niarchos        | 0'58"60 |
| 2009                          | Tax Free        | Royaume-Uni | Tagula             | Adrian Nicholls        | David Nicholls           | I. Hewitson             | 0'56"70 |
| 2008                          | Marchand d'Or   | France      | Marchand de Sable  | Davy Bonilla           | Freddy Head              | Mme J.L. Giral          | 0'57"20 |
| 2007                          | Beauty Is Truth | France      | Pivotal            | Thierry Thulliez       | Robert Collet            | R.C Strauss             | 0'57"30 |
| 2006                          | Moss Vale       | Royaume-Uni | Shinko Forest      | Kieren Fallon          | David Nicholls           | Lady O'Reilly           | 0'56"90 |
| 2005                          | The Trader      | Royaume-Uni | Selkirk            | Ted Durcan             | Michael Blanshard        | Ward & Chambers         | 0'58"60 |
| 2004                          | Avonbridge      | Royaume-Uni | Averti             | Steven Drowne          | Roger Charlton           | D.J. Deer               | 0'58"10 |
| 2003                          | Porlezza        | France      | Sicyos             | Olivier Peslier        | Yves de Nicolay          | Mme E.Hilger            | 0'56"80 |
| 2002                          | Porlezza        | France      | Sicyos             | Christophe Soumillon   | Yves de Nicolay          | Mme E.Hilger            | 0'57"40 |
| 2001                          | Dananeyev       | France      | Goldneyev          | Olivier Doleuze        | Carlos Laffon-Parias     | Wertheimer & Frère      | 0'58"40 |
| 2000                          | Nuclear Debate  | France      | Geiger Counter     | Gérald Mossé           | John E. Hammond          | J.R. Chester            | 0'58"70 |
| 1999                          | Sainte Marine   | France      | Kenmare            | Cash Asmussen          | Robert Collet            | R.C. Strauss            | 0'59"50 |
| 1998                          | Sainte Marine   | France      | Kenmare            | Dominique Bœuf         | Robert Collet            | R.C. Strauss            | 0'58"80 |
| 1997                          | Titus Livius    | France      | Machiavellian      | Cash Asmussen          | Jonathan E. Pease        | Famille Niarchos        | 0'59"50 |
| 1996                          | Anabaa          | France      | Danzig             | Freddy Head            | Christiane Head          | Mme Alec Head           | T.N.C   |
| 1995                          | Millyant        | Royaume-Uni | Primo Dominie      | Cash Asmussen          | Rae Guest                | C.J. Mills              | 0'57"80 |
| 1994                          | Spain Lane      | France      | Seeking The Gold   | Walter Swinburn        | André Fabre              | Maktoum Al Maktoum      | 0'58"70 |
| 1993                          | Surprise Offer  | Royaume-Uni | Superlative        | Bruce Raymond          | Richard Hannon           | Lord Carnarvon          | 0'58"60 |
| 1992                          | Monde Bleu      | France      | Last Tycoon        | Dominique Bœuf         | André Fabre              | Daniel Wildenstein      | T.N.C   |
| 1991                          | Divine Danse    | France      | Kris               | Freddy Head            | Christiane Head          | Ecurie Aland            | T.N.C   |
| 1990                          | Nabeel Dancer   | Royaume-Uni | Northern Dancer    | Pat Eddery             | Alex Scott               | Maktoum Al Maktoum      | T.N.C   |
| 1989                          | Viva Zapata     | France      | Affirmed           | Anthony S. Cruz        | Jonathan E. Pease        | Ecurie I.M. Fares       | T.N.C   |
| 1988                          | Glifahda        | France      | Bolkonski          | Freddy Head            | David Smaga              | Baron Th. de Zuylen     | T.N.C   |
| Éditions labellisées Groupe 3 |                 |             |                    |                        |                          |                         |         |
| 1987                          | Tenue de Soirée | France      | Lyphard            | Gary W. Moore          | Christiane Head          | Haras d'Etreham         | T.N.C   |
| 1986                          | Last Tycoon     | France      | Try My Best        | Yves Saint-Martin      | Robert Collet            | R.C. Strauss            | T.N.C   |
| 1985                          | Parioli         | France      | Bold Bidder        | Maurice Philipperon    | John Cunnington Jr       | Danny Arnold            | T.N.C   |
| 1984                          | Royal Hobbit    | France      | Habitat            | Guy Guignard           | Charles W. Bartholomew   | Seamus Mc Grath         | T.N.C   |
| 1983                          | Gem Diamond     | France      | Riva Ridge         | Alain Badel            | Christian Da Méda        | Mme Pierre Poinsot      | T.N.C   |
| 1982                          | Kind Music      | France      | Music Boy          | Cash Asmussen          | Robert Collet            | Prince Al Kabir         | T.N.C   |
| 1981                          | Sonoma          | France      | Habitat            | Freddy Head            | Christiane Head          | Haras d'Etreham         | T.N.C   |
| 1980                          | Adraan          | France      | Zeddaan            | Yves Saint-Martin      | François Mathet          | S.A Aga Khan            | T.N.C   |
| 1979                          | Sigy            | France      | Habitat            | Freddy Head            | Christiane Head          | Mme Alec Head           | T.N.C   |